# گری مک‌آلیستر
گری مک‌آلیستر (انگلیسی: Gary McAllister؛ زادهٔ ۲۵ دسامبر ۱۹۶۴) یک بازیکن فوتبال در پست هافبک اهل اسکاتلند است.

## باشگاهی
از باشگاه‌هایی که در آن بازی کرده‌است می‌توان به باشگاه فوتبال لیورپول، باشگاه فوتبال لیدز یونایتد، باشگاه فوتبال لستر سیتی، باشگاه فوتبال کاونتری سیتی، و باشگاه فوتبال مادرول اشاره کرد.

## تیم ملی
وی همچنین در تیم ملی فوتبال اسکاتلند بازی کرده است.